# علی‌اکبر فرهنگی
علی اکبر فرهنگی، استاد دانشگاه ایرانی، در سال ۱۳۲۲ه. ش در طالقان متولد شد.

## زندگی
علی اکبر فرهنگی در سال ۱۳۲۱ در شهر طالقان دیده به جهان گشود. وی از آغاز جوانی به مطالعه و تحصیل در رشته‌های گوناگونی وارد شد و از دانش و ادبیات گرفته تا علوم دینی و سپس زبان، مدیریت، جامعه‌شناسی، اقتصاد و ارتباطات را مطالعه و تحصیل کرد و در دو زمینه متفاوت، دو دکترا و یک فوق دکترا گرفت.
وی دوران ابتدایی و متوسطه را در تهران گذراند از برخی معلمانش می‌توان به افراد سرشناسی چون جلال آل احمد و خسرو فرشیدورد، استاد دانشکده ادبیات اشاره کردفرهنگی در زمینه های بسیار مختلفی کتاب منتشر کرده است.

## تحصیلات
تحصیلات آکادمیک علی‌اکبر فرهنگی به این شرح است:
1. فوق دکترای ارتباطات سازمانی -۱۳۶۲ آمریکا
2. دکترای ارتباطات (دکترای دوم) دانشکده ارتباطات دانشگاه اوهایو آمریکا
3. دکترای مدیریت از مدرسه علوم رفتاری کاربردی و رهبری آموزشی
4. (Applied Behavioral Sciences and Educational Leadership)
5. فوق لیسانس جامعه‌شناسی دانشگاه تهران ۱۳۴۸
6. دوره عالی مدیریت دانشگاه تهران ۱۳۵۱
7. لیسانس مدیریت بازرگانی مدرسه عالی بازرگانی تهران ۱۳۴۶

## آثار
آثار به جای مانده از علی اکبر فرهنگی در زمینه‌های ارتباطات و مدیریت شامل ده‌ها جلد کتاب و مقاله‌ است. برخی از آثار وی عبارتند از:
1. تکنولوژی و تکامل فرهنگی انتشارات اسفار ۱۳۶۴
2. اصول مدیریت (۲ جلد) ترجمه با آقایان دکتر طوسی، علوی و دکتر مهدویان مرکز آموزش مدیریت دولتی ۱۳۷۰ چندین چاپ
3. ارتباطات انسانی، جلد اول مبانی ویرایش اول تهران تایمز ۱۳۷۳
4. ارتباطات انسانی، جلد اول مبانی ویرایش دوم خدمات فرهنگی رسا ۱۳۷۴ تاکنون ۷ چاپ
5. مدیریت بازار (مدیریت بازاریابی) امیر کبیر تاکنون ۴ چاپ
6. ارتباطات غیر کلامی: هنر استفاده از حرکات و آواها دانشگاه آزاد اسلامی ۱۳۷۵
7. تنش در محیط کار: شناخت استرس‌های شغلی و شیوه‌های عملی مقابله با آن‌ها انتشارات نگرش روز ۱۳۷۹
8. تعدیل اقتصادی و نیازهای مدیریتی وزارت معادن و فلزات ۱۳۷۳
9. مدیریت تغییر وزارت معادن و فلزات ۱۳۷۳
10. مدیریت تحقیق و توسعه وزارت معادن و فلزات ۱۳۷۳
11. مبانی ارتباطات سازمان سنجش آموزش کشور ۱۳۸۱
12. روزنامه‌نگاری سازمان سنجش آموزش کشور ۱۳۸۱
13. ترجمه مدیریت راهبردی در رسانه نوشته لوسی کونگ نشر دانژه ۱۳۸۹
14. ترجمه ارتباطات توسعه در جهان سوم نوشته ملکات نشر رسا ۱۳۹۰
15. ترجمه درسنامه اقتصاد فرهنگی نوشته روث تاوز نشر دانژه ۱۳۹۳
16. ترجمه منتخبی از اشعار اوکتاویو پاز انتشارات برگ ۱۳۷۱
17. نقش مدیران در تدوین و پیشبرد استراتژی کلی با دکتر سید مهدی الوانی- ترجمه به زبان روسی ۱۳۷۳ بیشکک – قرقیزستان
18. نقش مدیران در تدوین و پیشبرد استراتژی کلی با اضافات و تجدید نظر کلی – آماده چاپ
19. رستم در مغاک (مجموعه شعر) مؤسسه انتشاراتی ایران، ۱۳۸۰
20. نظریه‌های ارتباطات سازمانی نشر خدمات فرهنگی رسا ۱۳۸۳
21. فرهنگ علوم اجتماعی با جمعی از نویسندگان انتشارات مازیار ۱۳۷۶
22. ترجمه و اقتباس کتاب تاریخ تفکر مدیریت اثر مورگن ویتزل، نشر صاد، 1398
23. تاریخ تحلیلی جامعه‌شناسی دیوان‌سالاری در ایران، نشر صاد، 1399

## چهره ماندگار
علی اکبر فرهنگی در سال ۱۳۸۴ به عنوان چهره ماندگار کشور در رشته مدیریت معرفی شد
همچنین، کتاب تاریخ تفکر مدیریت به‌عنوان اثر شایسته‌ی تقدیر جایزه کتاب سال جمهوری اسلامی ایران سال ۱۳۹۹ در بخش مدیریت شناخته شد.